# Finale della Coppa delle nazioni africane 2002
La finale della Coppa delle nazioni africane 2002 si disputò il 10 febbraio 2002 allo Stade 26 mars di Bamako, tra le nazionali di Senegal e Camerun. La partita fu vinta dal secondo per 3-2 ai rigori dopo che i tempi regolamentari e supplementari terminarono 0-0, aggiudicandosi il suo quarto trofeo nella massima competizione tra nazionali maschili africane.

## Le squadre
| Squadra | Finali (o spareggi) disputate in precedenza (il grassetto indica la vittoria) |
| ------- | ----------------------------------------------------------------------------- |
| Senegal | Nessuna                                                                       |
| Camerun | 4 (1984, 1986, 1988, 2000)                                                    |

## Cammino verso la finale

### Tabella riassuntiva del percorso
| Squadra | Pt | G |
| ------- | -- | - |
| Senegal | 7  | 3 |
| Egitto  | 6  | 3 |
| Tunisia | 2  | 3 |
| Zambia  | 1  | 3 |

| Squadra        | Pt | G |
| -------------- | -- | - |
| Camerun        | 9  | 3 |
| RD del Congo   | 4  | 3 |
| Togo           | 2  | 3 |
| Costa d'Avorio | 1  | 3 |

## Tabellino
| Arbitro: | Gamal Al-Ghandour |

|                              |                      |                               |
| Coly Fadiga Faye Diouf Cissé | Tiri di rigore 2 – 3 | Womé Suffo Lauren Geremi Song |

| Senegal | Camerun |

| Senegal       |    |                   |     |      |
|               |    |                   |     |      |
| P             | 1  | Tony Sylva        |     |      |
| D             | 17 | Ferdinand Coly    | 95’ |      |
| D             | 6  | Aliou Cissé       |     |      |
| D             | 13 | Lamine Diatta     |     |      |
| D             | 2  | Omar Daf          |     |      |
| C             | 10 | Khalilou Fadiga   |     |      |
| C             | 15 | Salif Diao        |     |      |
| C             | 19 | Papa Bouba Diop   |     | 91’  |
| C             | 22 | Makhtar N'Diaye   |     | 46’  |
| A             | 7  | Henri Camara      | 88’ | 106’ |
| A             | 11 | El Hadji Diouf    | 90’ |      |
| Sostituzioni: |    |                   |     |      |
| A             | 14 | Moussa N'Diaye    |     | 46’  |
| A             | 12 | Amady Faye        |     | 91’  |
| A             | 9  | Souleymane Camara |     | 106’ |
| CT:           |    |                   |     |      |
| Bruno Metsu   |    |                   |     |      |

| Camerun          |    |                 |     |      |
|                  |    |                 |     |      |
| P                | 1  | Alioum Boukar   |     |      |
| D                | 2  | Bill Tchato     | 60’ |      |
| D                | 4  | Rigobert Song   |     |      |
| D                | 5  | Raymond Kalla   |     |      |
| D                | 8  | Geremi Njitap   |     |      |
| C                | 12 | Lauren          |     |      |
| C                | 17 | Marc-Vivien Foé | 23’ |      |
| C                | 20 | Salomon Olembé  |     |      |
| C                | 3  | Pierre Womé     |     |      |
| A                | 9  | Samuel Eto'o    | 62’ |      |
| A                | 11 | Pius N'Diefi    |     | 104’ |
| Sostituzioni:    |    |                 |     |      |
| A                | 18 | Patrick Suffo   |     | 104’ |
| CT:              |    |                 |     |      |
| Winfried Schäfer |    |                 |     |      |